# Kolos iz Barletta
Kolos iz mesta Barletta je velik bronast kip rimskega cesarja, skoraj trikratne naravne velikosti (5,11 metra) v mestu Barletta v Italiji.
Kip naj bi naplavilo na obalo, potem ko je potonila beneška ladja, ko se je vračala iz opustišenja Konstantinopla v četrti križarski vojni leta 1204, ni pa nemogoče, da je bil kip na Zahod poslan veliko prej. Identiteta cesarja je negotova. Po izročilu prikazuje Heraklija (vladavina 610–641 n. št.); čeprav je to zaradi zgodovinskih in umetnostnozgodovinskih razlogov malo verjetno. Bolj verjetni subjekti so Teodozij II. (vladavina 402–450 n. št.), ki ga je morda dal postaviti v Raveni leta 439, Honorij (vladavina 393–423 n. št.), Valentinijan I. (vladal. 364–375), Marcijan (vladal. 450– 457), Justinijan I. (vladal. 527–565) in zlasti Leon I. Tračan (vladal. 457–474), v tem primeru je bil verjetno na vrhu Leonovega stebra, od katerega so v Carigradu ostali drobci.
Znano je, da je bil v letih 1231–1232 med izkopavanji, ki jih je naročil cesar Friderik II. v Raveni, odkrit ogromni kip in ni neverjetno, da ga je dal prepeljati v svoje južnoitalijanske dežele. Prve določene novice o kipu pa izvirajo iz leta 1309, ko so dele njegovih nog in rok lokalni dominikanci uporabljali za ulivanje zvonov. Manjkajoče dele so predelali v 15. stoletju.
Kip očitno prikazuje cesarja, ki ga je mogoče prepoznati iz njegove cesarske diademe in njegove ukazovalne kretnje, ki prikliče dejanje govora, z dvignjeno desno roko drži križ, čeprav je to poznejši dodatek, ko so kip popravljali, namesto križa je bila prvotno sulica ali vojaški prapor. Cesar čez svojo kratko tuniko nosi kiras. Njegov plašč je ogrnjen čez levo roko v portretni konvenciji, ki sega v čas Avgusta. V iztegnjeni levi roki drži majhno kroglo, še en kasnejši dodatek, ki bo nadomestil večjo originalno kroglo. Njegova glava z diademom nosi gotski dragulj, podoben tistemu, ki ga je nosila Elija Eudoksija, mati Teodozija II. Cesarjev obraz je trden z močno čeljustjo in visokimi ličnicami s kratko obrito brado, oči pa so usmerjene navzgor.